# Arenal (jezero)
Arenal (španělsky Lago Arenal) je přehradní nádrž na stejnojmenné řece v severní Kostarice. Jedná se o nejrozlehlejší vodní plochu v zemi. Nachází se na pomezí provincií Guanacaste a Alajuela v povodí řeky San Juan, která se vlévá do Karibského moře. Vznikla v roce 1974 přehrazením toku stejnojmenné řeky Arenal zemní hrází. Na jihovýchodním břehu jezero sousedí s národním parkem Arenal, jehož dominantou je aktivní sopka Arenal. Elektřina vyrobená ve vodní elektrárně v hrázi pokrývá podstatnou část spotřeby elektřiny v Kostarice. Mezi další využití jezera patří turistika a rekreace, sportovní i komerční rybolov, akvakultura a zavlažování.

## Fotogalerie

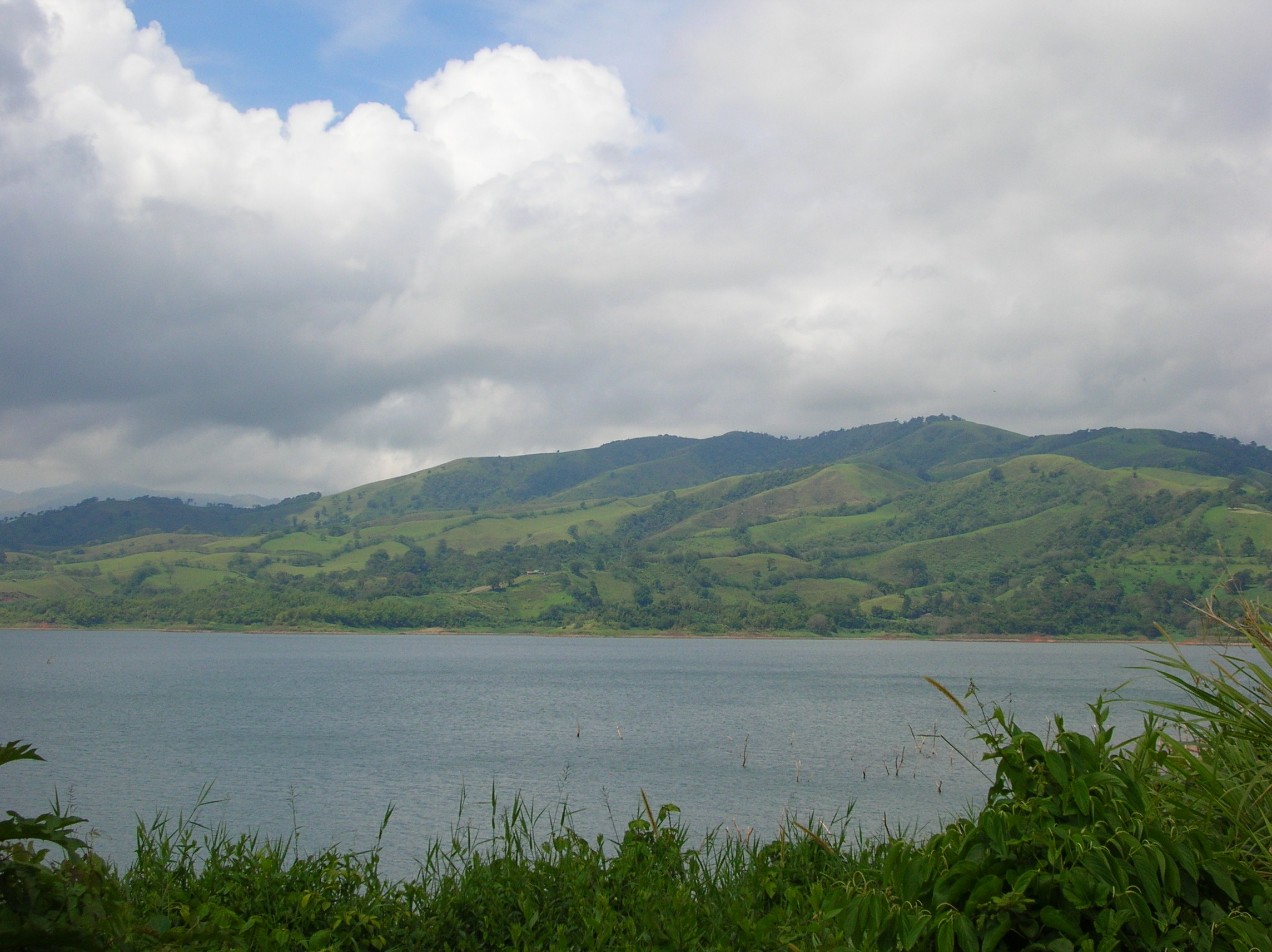
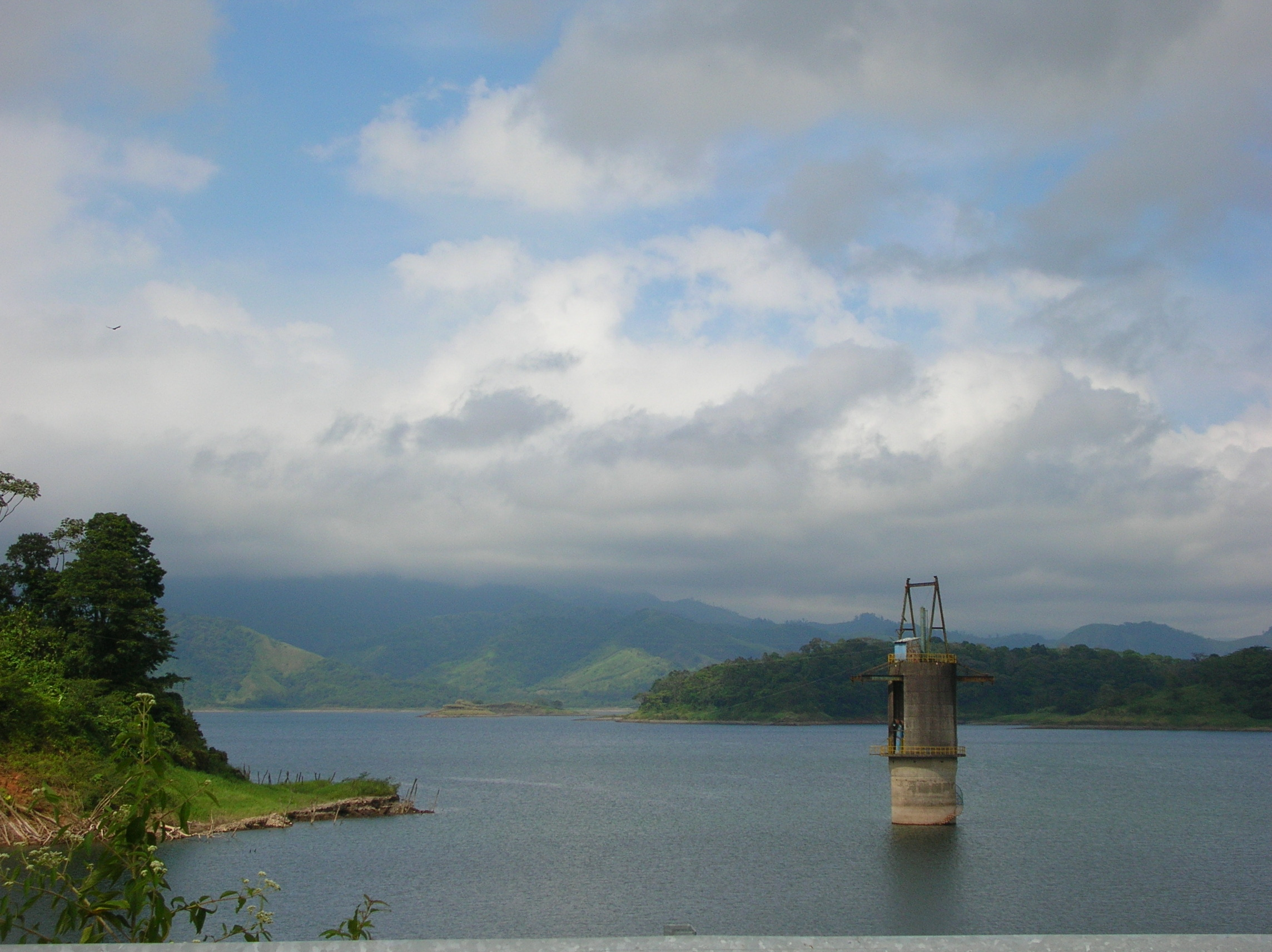
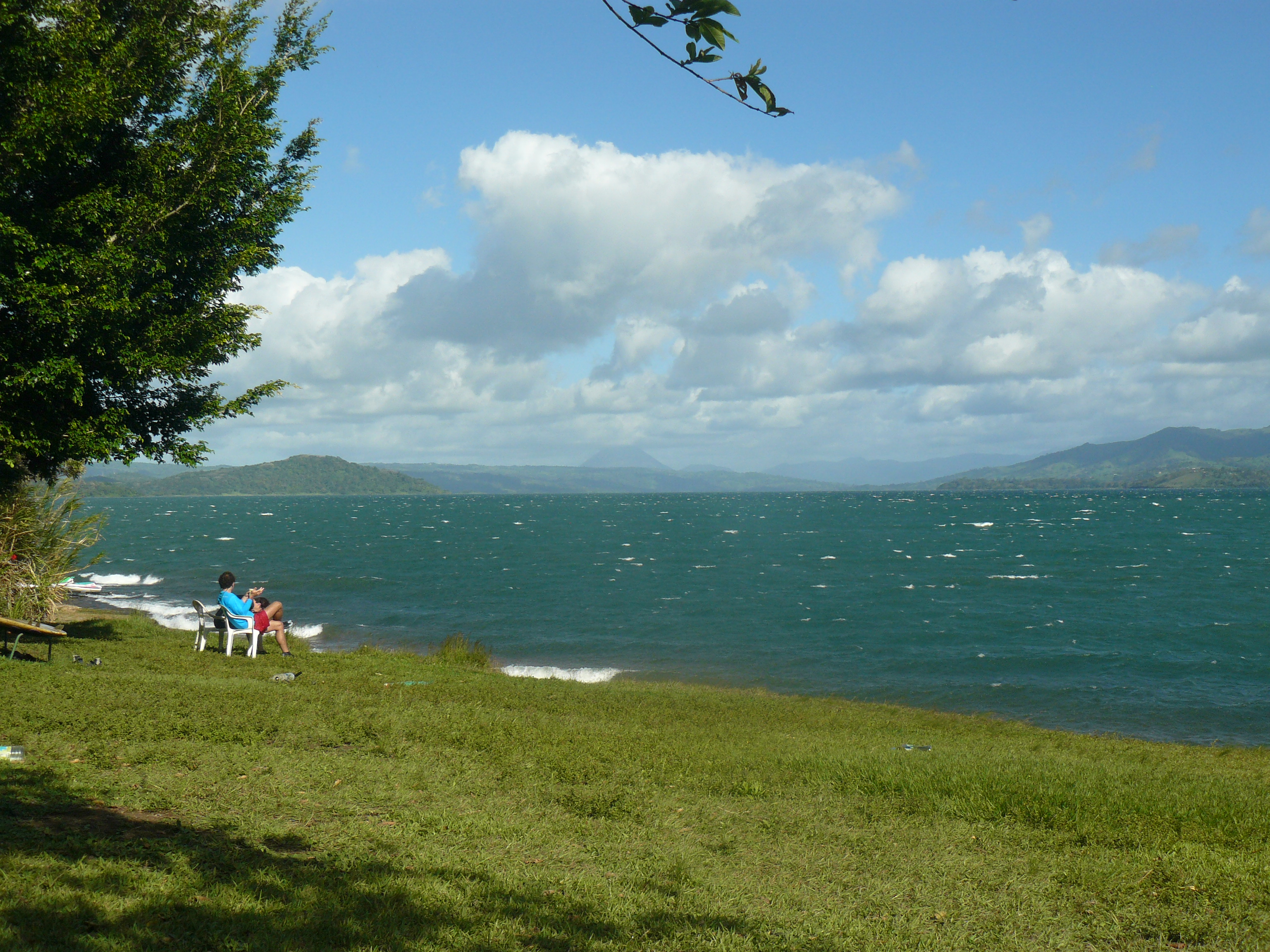
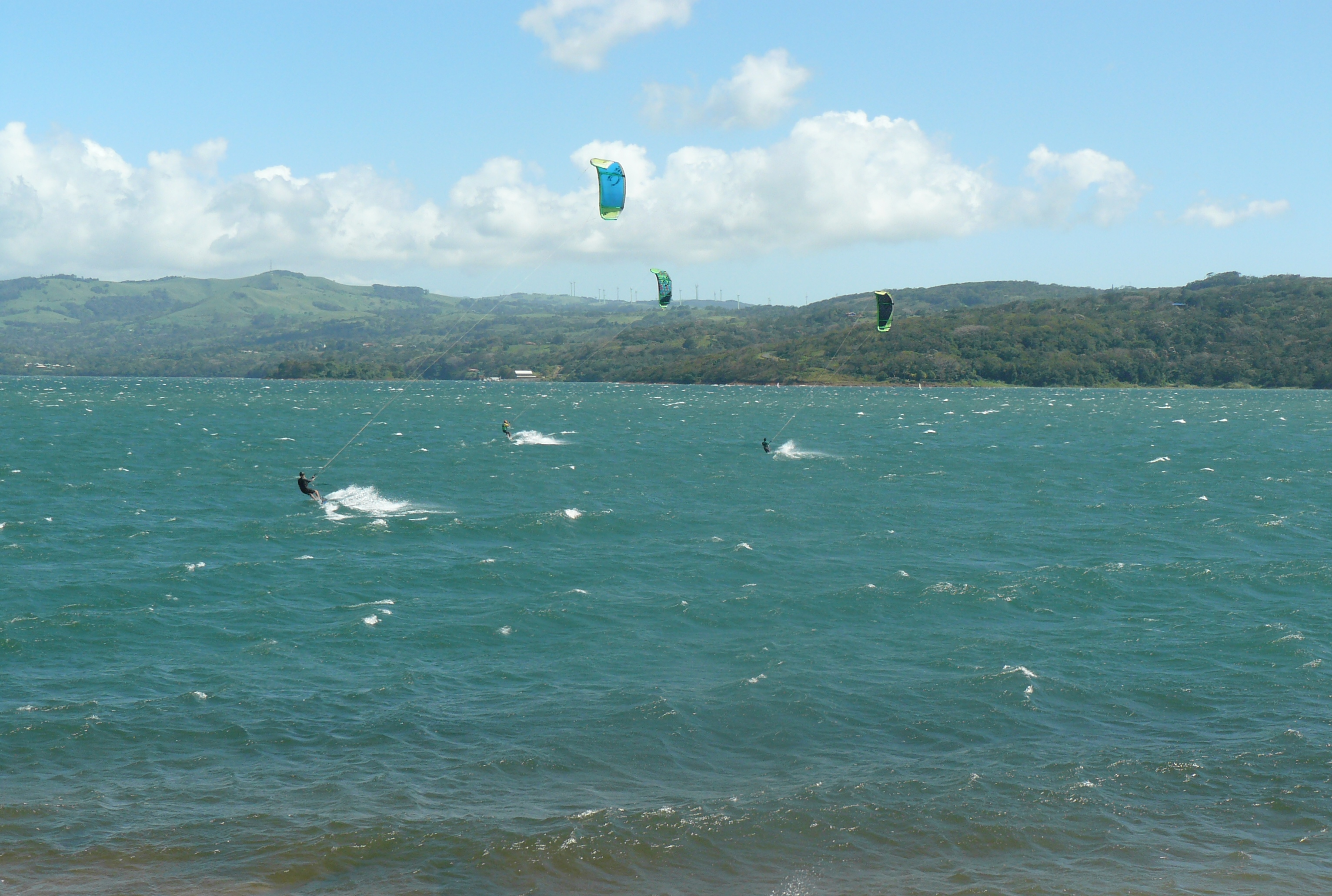